# Higijena
Higijena obuhvaća praktične postupke koji osiguravaju dobro zdravlje i čistoću. Ovi postupci, koji služe sprječavanju bolesti, njihovom širenju i poboljšavanju zdravlja, razlikuju se jako od kulture do kulture, pa tako nešto što je prihvatljivo u jednoj kulturi ne mora biti prihvatljivo u drugoj. U medicinskom kontekstu termin "higijena" odnosi se na održavanje zdravlja i zdravog života. To je grana medicine koja se bavi pravilima, općim i praktičnim postupcima za čuvanje i poboljšanje zdravlja. Termin se pojavljuje u frazama poput osobne higijene, kućne higijene, zubne ili dentalne higijene, dok se higijena rada često koristi u vezi s javnim zdravstvom. Termin "higijena" nastao je prema imenu Higijeje, grčke božice zdravlja, čistoće i sanitacije. Higijena je također znanost koja se bavi promocijom i očuvanjem zdravlja. Higijenski postupci se razlikuju diljem svijeta pa ono što je prihvatljivo u jednoj kulturi ne mora biti prihvatljivo u drugoj.

## Medicinska higijena
Medicinska higijena odnosi se na higijenske postupke povezane s primjenom medicine i medicinske skrbi kojom se prevenira ili minimizira bolest i širenje bolesti.
Postupci medicinske higijene uključuju:
- izolaciju ili karantenu inficiranih osoba ili materijala radi prevencije širenja infekcije.
- sterilizaciju instrumenata korištenih u kirurškim postupcima.
- uporabu protektivne odjeće i prepreka kao što maske, ogrtači, kape, naočale i rukavice.
- primjereno previjanje i zbirnjavanje ozljeda.
- sigurno odlaganje medicinskog otpada.
- dezinfekciju višekratnih materijala (tj. posteljine, jastuka, uniformi)

Većina ovih postupaka razvijena je u 19. stoljeću, a dobro su utvrđeni do sredine 20. stoljeća. Neki postupci (poput odlaganja medicinskog otpada) pooštreni su kao rezultat epidemija bolesti u kasnom 20. stoljeću poput AIDS-a i ebole.

## Osobna higijena
Osobna higijena odnosi se na higijenske postupke koje neka osoba održavanjem čistoće provodi radi skrbi o vlastitom tjelesnom zdravlju i blagostanju. Motivacija za postupke osobne higijene leži u redukciji osobnih bolesti, liječenju od njih, optimalnom zdravlju te osjećaju za blagostanje, socijalnu prihvaćenost i prevenciju širenja bolesti na druge.
Postupci osobne higijene uključuju: posjet doktoru, posjet zubaru, redovito pranje (kupanje ili tuširanje) tijela, redovito pranje ruku, četkanje i njegovanje zubi, osnovnu manikuru i pedikuru, žensku higijenu i zdravu prehranu. Osobna njega širi je pojam od osobne higijene jer se odnosi na održavanje dobrog osobnog i javnog izgleda koje nužno ne mora biti higijensko.
Osobna higijena se postiže uporabom proizvoda za osobnu higijenu koji uključuju: sapun, šampon za kosu, kreme za kosu, četkicu za zube, pastu za zube, pamučne štapiće, dezodorans, balzam za usne, kreme, losione, rupčiće za lice, šišač, grickalicu, vodicu za usta, turpiju, piling, britvicu, kremu ili pjenu za brijanje, kremu za kožu i toaletni papir. Ostali proizvodi za osobnu higijenu i njegu mogu se koristiti za unaprjeđenje zdravlja i blagostanje.

## Pretjerana osobna higijena
Koristi od osobne higijene nestaju zbog rizika od pretjerane osobne higijene za koju se pretpostavlja da uzrokuje alergijske bolesti i tjelesnu iritaciju.

### Pretjerana higijena i gripa A (H1N1)
Pretjerana osobna higijena može uzrokovati LBM. Higijenska hipoteza tvrdi da nedostatak ranog izlaganja infektivnim agensima u djetinjstvu te kasniji nedostatak izlaganja helmintima u odrasloj dobi povećava susceptibilnost alergijskim bolestima. Nedostatak izloženosti ovim agensima sprječava tijelo da razvije odgovarajuće alergene i autoimunosne odgovore.

### Pretjerana higijena vanjskog zvukovoda
Više informacija: Ušni vosak
Pretjerana osobna higijena vanjskog zvukovoda može rezultirati infekcijom ili iritacijom. Zvukovodi zahtijevaju manju osobnu higijensku skrb od ostalih dijelova tijela zbog toga što su osjetljivi te se tjelesni sustav adekvatno brine za te dijelove. Pokušaji čišćenja zvukovoda uklanjanjem ušnog voska može zapravo reducirati čistoću zvukovoda tako što se debris i ostali strani materijal potiskuju u unutrašnjost uha koji bi inače bili uklonjeni prirodnim gibanjem ušnog voska iz unutrašnjosti prema vanjštini uha.

### Pretjerana higijena kože
Više informacija: Koža
Pretjerana osobna higijena kože može rezultirati iritacijom kože. Koža ima prirodni sloj ulja koji štiti kože od isušivanja. Prilikom pranja, osim ako se ne koriste vodene kreme i sl. s kompenzatornim mehanizmima, ovaj se sloj uklanja čime koža ostaje nezaštićena. Ovim mehanizmom pretjerano pranje može konačno izazvati ekcem.
Pretjerana primjena sapuna, krema i masti može također suprotno djelovati na određene tjelesne prirodne procese. Primjerice, sapuni i masti mogu smanjiti količinu prirodnih protektivnih ulja na koži pa može doći do apsorpcije nekih tvari koje čak u malim količinama mogu poremetiti prirodnu hormonalnu ravnotežu.

## Kulinarska higijena
Kulinarska higijena odnosi se na postupke povezane s pripremom i kuhanjem hrane radi prevencije kontaminacije hrane, prevencije otrovanja hranom i minimiziranjem prijenosa bolesti na ostalu hranu, ljude i životinje. Postupci kulinarske higijene specificiraju sigurne načine rukovanja, pohrane, pripreme, posluživanja i jedenja hrane.
Postupci kulinarske higijene uključuju:
- čišćenje i sterilizaciju prostorija u kojima se hrana priprema te pribora (na primjer dasaka za rezanje koje se koriste za pripremu sirovog mesa i povrća). Čišćenje može obuhvaćati uporabu kloriranog bjelila, etanola, ultraljubičastog svjetla i dr. za sterilizaciju.
- pažljivo izbjegavanje mesa kontaminiranog trihinelom, salmonelom i ostalim patogenima; ili temeljito kuhanje sumnjivog mesa.
- krajnju brigu u pripremi sirove hrane poput sushija i sashimija.
- institucionalno pranje posuđa sapunom i čistom vodom.
- temeljito pranje ruku prije diranja hrane.
- pranje ruku nakon diranja nekuhane hrane pri pripremi jela.
- uporabu različitog posuđa za pripremu hrane.
- izbjegavanje dijeljenja pribora za jelo s drugima.
- izbjegavanje lizanja prstiju ili ruku za vrijeme ili nakon jela.
- izbjegavanje ponovnog korištenja posluženog pribora koje se lizalo.
- prikladno skladištenje hrane tako da se prevenira kontaminacijama crvima.
- hlađenje hrane (i izbjegavanje specifične hrane ondje gdje nema hladnjaka).
- označavanje hrane kako bi se znalo vrijeme njezine proizvodnje (ili, kako proizvođači hrane preferiraju, obilježavanje hrane do datuma "najbolje uporabe").
- primjereno zbrinjavanje nekonzumirane hrane i njezino pakiranje.

## Profesionalna higijena
Profesionalna higijena odnosi se na postupke povezane s brigom i uporabom instrumenata korištenih u pružanju usluga osobne higijene njezinim korisinicima:
Postupci profesionalne higijene uključuju:
- sterilizaciju instrumenata koje koriste frizeri, estetičari i slični radnici.
- sterilizaciju autoklavom instrumenata korištenih za body piercing i tetoviranje
- čišćenje ruku prije jela u restoranu korištenjem sapuna za pranje ili vlažne krpe za brisanje

## Povijest higijenske prakse
Razrađeni kodeksi higijene mogu se pronaći u nekoliko hinduističkih tekstova kao što je Manusmriti i Vishnu Purana. Kupanje je jedna od pet Nitya karmi (dnevnih dužnosti) u sikizmu, a njeno neizvršavanje vodi u grijeh prema nekim zapisima. Ovi kodeksi temelje se na ideji ritualne čistoće, a u njima nije sadržano razumijevanje uzroka bolesti i sredstava njihova prijenosa. Neki zakoni o ritualnoj čistoći poboljšali su međutim higijenu, gledajući epidemiološki, više ili manje slučajnošću.
Redovito kupanje bilo je prepoznatljiv znak rimske civilizacije. Uređena kupališta građena su u urbanim područjima kako bi služila javnosti koja je tipično zahtijevala infrastrukturu za održavanje osobne čistoće. Kompleksi su se obično sastojali od velikih kupališta nalik bazenima, manjih hladnih i vrućih bazena, sauna i objekata nalik lječilištima gdje su pojedinci mogli biti depilirani, mazani uljem ili masirani. Voda se neprestano mijenjala pomoću protoka kroz akvaduktalni sustav. Kupanje izvan urbanih centara vršilo se u manjim i slabije uređenim kupališnim objektima ili jednostavno korištenjem čistih vodenih površina. Rimski gradovi također su imali velike kanalizacijske sustave kao što je rimska Cloaca Maxima u koju je odlazio sav javni i privatni odvod. Rimljani nisu imali zahode s vodokotlićima već su zahodi ispirani neprestanim tokom vode pod njima. (Slični zahodi mogu se vidjeti u zatvoru u Akri u filmu Exodus.)
Sve do kasnog 19. stoljeća samo je elita u zapadnim gradovima tipično posjedovala zatvorene prostorije za olakšavanje tjelesnih funkcija. Siromašnija većina koristila je komunalne objekte izgrađene ponad septičkih jama u dvorištima. To se promijenilo kada je dr. John Snow otkrio da se kolera prenosi fekalnom kontaminacijom vode. Iako su nakon njegova otkrića prošla desetljeća do stjecanja široke prihvaćenosti, vlasti i sanitarni reformatori naposljetku su se uvjerili u zdravstvene prednosti korištenja kanalizacije radi odvajanja ljudskog otpada kako voda ne bi bila kontaminirana. To je potaknulo široku prihvaćenost zahoda na ispiranje i moralnog imperativa kako zahodi trebaju biti u zatvorenom i što je moguće više privatni.

### Higijena u islamskom svijetu
Daljnje informacije: islamska čistoća, abdest, ghusl, islamski prehrambeni zakoni, te islamska zahodska etiketa
Još od 7. stoljeća islam je oduvijek stavljao jak naglasak na higijenu. Osim potrebe za ritualnom čistoćom u vrijeme dnevne molitve (arapski salah) kroz abdest i ghusl, postoje mnoga higijenska pravila kojima se uređuju životi muslimana. Ostala pitanja uključuju islamske prehrambene zakone. Kuran općenito savjetuje muslimane da se pridržavaju visokih standarda tjelesne higijene i da budu ritualno čisti kad god je moguće.

### Higijena u Europi
Nasuprot popularnom vjerovanju i usprkos tome što su ranokršćanski vođe osudili kupanje kao neduhovno, kupanje i sanitacija nisu se izgubili u Europi s propašću Rimskog Carstva. Štoviše, izrada sapuna prvi put je postala utvrđena djelatnost tijekom "mračnog" srednjeg vijeka. Rimljani su koristili mirisna ulja (većinom iz Egipta) među drugim mogućnostima.
Kupanje zapravo nije izašlo iz mode u Europi sve do kraja renesanse kada je ono zamijenjeno opsežnom uporabom preznojavanja i parfema jer se u Europi mislilo da se vodom može unijeti bolest kroz kožu u tijelo. (Vodom se zaista može prenijeti bolest, ali mnogo češće ako se ona pije nego ako se kupa u njoj, a vodom se prenosi bolest jedino ako je kontaminirana patogenima.) Srednjovjekovni crkveni autoriteti vjerovali su da javno kupanje stvara prostor za nemoral i bolest. Rimokatolički crkveni službenici čak su zabranjivali javno kupanje u neuspješnoj namjeri suzbijanja epidemije sifilisa koji je prijetio pustošenjem Europe. Moderna sanitacija koju poznajemo nije bila prihvaćena sve do 19. i 20. stoljeća. Prema srednjovjekovnom povjesničaru Lynnu Thorndikeu, ljudi su se u srednjovjekovnoj Europi vjerojatno kupali češće nego oni iz 19. stoljeća.

## Poveznice
| - Carl Rogers Darnall - Čistoća - Higijena rada, postupci nadzora izloženosti štetnim agensima na radnom mjestu. - Higijena spavanja - Hipoteza higijene - Islamska higijenska jurisprudencija - Javno zdravstvo - Kontaminacijska kontrola | - Dentalna higijena - Osobna skrb - Pokret čistog življenja - Pokret socijalne higijene - Pranje ruku - Program higijene - Tifoidna Mary - Ženska higijena |

## Vanjske poveznice
- Savez za razboritu uporabu antibiotika kod pranja ruku
- Centri za kontrolu bolesti (Centers for Disease Control) o higijeni ruku i postavkama zdravstvene skrbe
- Ministarstvo vanjskih poslova SAD-a - informacije o običajima higijene u SAD-u  Arhivirana inačica izvorne stranice od 26. listopada 2008. (Wayback Machine).